# Danalia inopinata
Danalia inopinata is een pissebed uit de familie Cryptoniscidae. De wetenschappelijke naam van de soort is voor het eerst geldig gepubliceerd in 1925 door Harant.